# Nummer 1-hits in de Billboard Hot 100 in 1988
Deze hits stonden in 1988 op nummer 1 in de Billboard Hot 100.
| Datum        | Artiest                              | Titel                                               |
| ------------ | ------------------------------------ | --------------------------------------------------- |
| 2 januari    | George Michael                       | Faith                                               |
| 9 januari    | Whitney Houston                      | So emotional                                        |
| 16 januari   | George Harrison                      | Got my mind set on you                              |
| 23 januari   | Michael Jackson                      | The way you make me feel                            |
| 30 januari   | INXS                                 | Need you tonight                                    |
| 6 februari   | Tiffany                              | Could've been                                       |
| 13 februari  | Tiffany                              | Could've been                                       |
| 20 februari  | Exposé                               | Seasons change                                      |
| 27 februari  | George Michael                       | Father figure                                       |
| 5 maart      | George Michael                       | Father figure                                       |
| 12 maart     | Rick Astley                          | Never gonna give you up                             |
| 19 maart     | Rick Astley                          | Never gonna give you up                             |
| 26 maart     | Michael Jackson                      | Man in the mirror                                   |
| 2 april      | Michael Jackson                      | Man in the mirror                                   |
| 9 april      | Billy Ocean                          | Get outta my dreams, get into my car                |
| 16 april     | Billy Ocean                          | Get outta my dreams, get into my car                |
| 23 april     | Whitney Houston                      | Where do broken hearts go                           |
| 30 april     | Whitney Houston                      | Where do broken hearts go                           |
| 7 mei        | Terence Trent D'Arby                 | Wishing well                                        |
| 14 mei       | Gloria Estefan & Miami Sound Machine | Anything for You                                    |
| 21 mei       | Gloria Estefan & Miami Sound Machine | Anything for you                                    |
| 28 mei       | George Michael                       | One more try                                        |
| 4 juni       | George Michael                       | One more try                                        |
| 11 juni      | George Michael                       | One more try                                        |
| 18 juni      | Rick Astley                          | Together forever                                    |
| 25 juni      | Debbie Gibson                        | Foolish beat                                        |
| 2 juli       | Michael Jackson                      | Dirty Diana                                         |
| 9 juli       | Cheap Trick                          | The flame                                           |
| 16 juli      | Cheap Trick                          | The flame                                           |
| 23 juli      | Richard Marx                         | Hold on to the nights                               |
| 30 juli      | Steve Winwood                        | Roll with it                                        |
| 6 augustus   | Steve Winwood                        | Roll with it                                        |
| 13 augustus  | Steve Winwood                        | Roll with it                                        |
| 20 augustus  | Steve Winwood                        | Roll with it                                        |
| 27 augustus  | George Michael                       | Monkey                                              |
| 3 september  | George Michael                       | Monkey                                              |
| 10 september | Guns N' Roses                        | Sweet child o' mine                                 |
| 17 september | Guns N' Roses                        | Sweet child o' mine                                 |
| 24 september | Bobby McFerrin                       | Don't worry, be happy                               |
| 1 oktober    | Bobby McFerrin                       | Don't worry, be happy                               |
| 8 oktober    | Def Leppard                          | Love bites                                          |
| 15 oktober   | UB40                                 | Red red wine                                        |
| 22 oktober   | Phil Collins                         | A groovy kind of love                               |
| 29 oktober   | Phil Collins                         | A groovy kind of love                               |
| 5 november   | Beach Boys                           | Kokomo                                              |
| 12 november  | The Escape Club                      | Wild, wild West                                     |
| 19 november  | Bon Jovi                             | Bad medicine                                        |
| 26 november  | Bon Jovi                             | Bad medicine                                        |
| 3 december   | Will To Power                        | Baby, I love your way / Freebird medley (Free baby) |
| 10 december  | Chicago                              | Look away                                           |
| 17 december  | Chicago                              | Look away                                           |
| 24 december  | Poison                               | Every rose has its thorn                            |
| 31 december  | Poison                               | Every rose has its thorn                            |

1940 ·
1941 · 
1942 ·
1943 ·
1944 ·
1945 ·
1946 ·
1947 ·
1948 ·
1949 ·
1950 ·
1951 ·
1952 ·
1953 ·
1954 ·
1955 ·
1956 ·
1957 ·
1958 ·
1959 ·
1960 ·
1961 ·
1962 ·
1963 ·
1964 ·
1965 ·
1966 ·
1967 ·
1968 ·
1969 ·
1970 ·
1971 ·
1972 ·
1973 ·
1974 ·
1975 ·
1976 ·
1977 ·
1978 ·
1979 ·
1980 ·
1981 ·
1982 ·
1983 ·
1984 ·
1985 ·
1986 ·
1987 ·
1988 ·
1989 ·
1990 ·
1991 ·
1992 ·
1993 ·
1994 ·
1995 ·
1996 ·
1997 ·
1998 ·
1999 ·
2000 ·
2001 ·
2002 ·
2003 ·
2004 ·
2005 ·
2006 ·
2007 ·
2008 ·
2009 ·
2010 ·
2011 ·
2012 ·
2013 ·
2014 ·
2015 ·
2016 ·
2017 ·
2018 ·
2019 ·
2020 ·
2021 ·
2022 ·
2023
- Nederland (Top 40)
- Nederland (Single Top 100)
- Nederland (Verrukkelijke 15)
- Vlaanderen (Radio 2 Top 30)
- Australië
- Duitsland
- Frankrijk
- Italië
- Verenigd Koninkrijk
- Verenigde Staten (Hot 100)